# Kaushambi (huyện)
Huyện Kaushambi là một huyện thuộc bang Uttar Pradesh, Ấn Độ. Thủ phủ huyện Kaushambi đóng ở Kaushambi. Huyện Kaushambi có diện tích 1837 ki lô mét vuông. Đến thời điểm năm 2001, huyện Kaushambi có dân số 1294937 người.